# Sassuolo
Sassuolo is een gemeente in de Italiaanse provincie Modena (regio Emilia-Romagna) en telt 41.746 inwoners (31-12-2004). De oppervlakte bedraagt 38,7 km², de bevolkingsdichtheid is 979 inwoners per km².
De volgende frazioni maken deel uit van de gemeente: Braida, Montegibbio, San Michele.

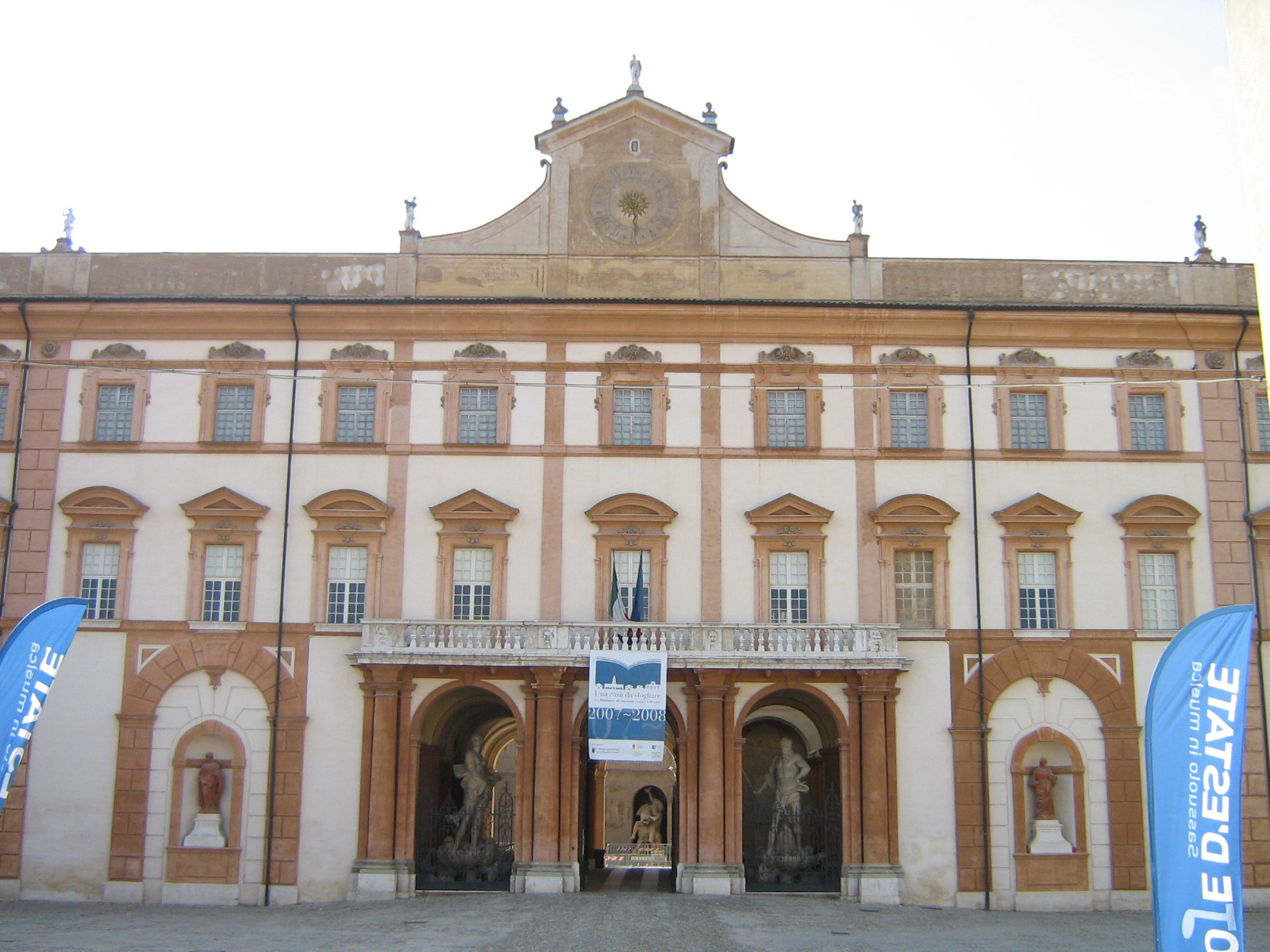
Paleis van de graaf van Sassuolo
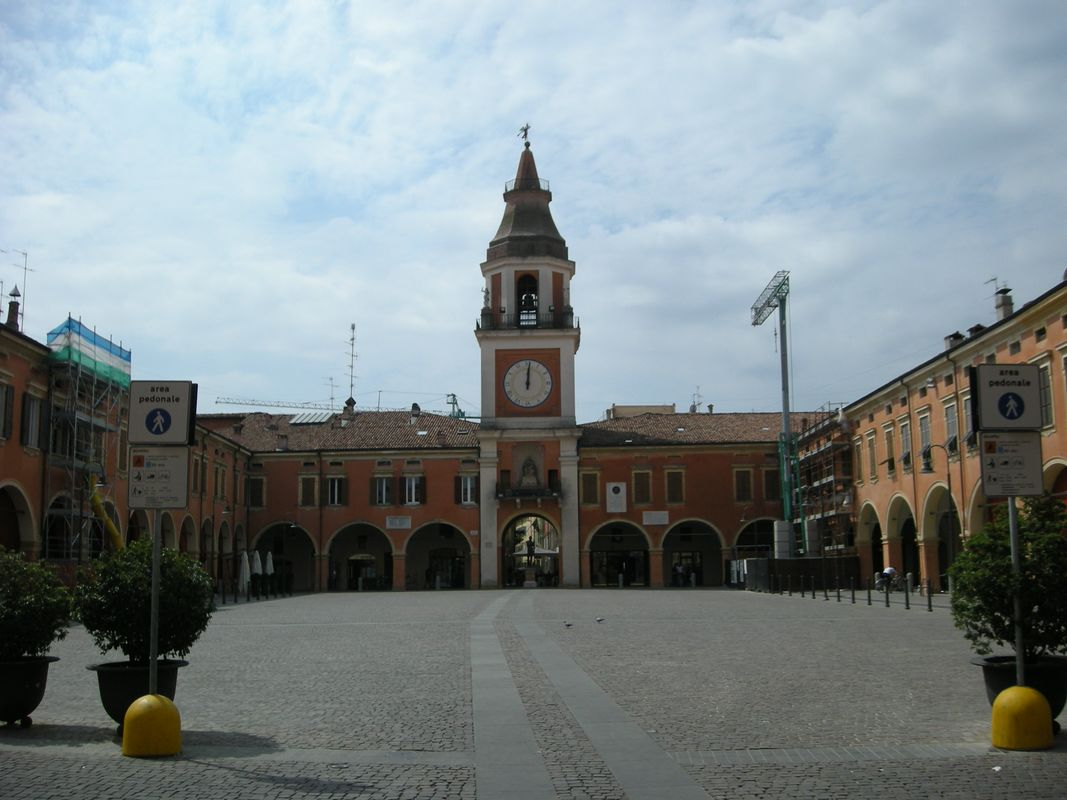
Piazza Garibaldi
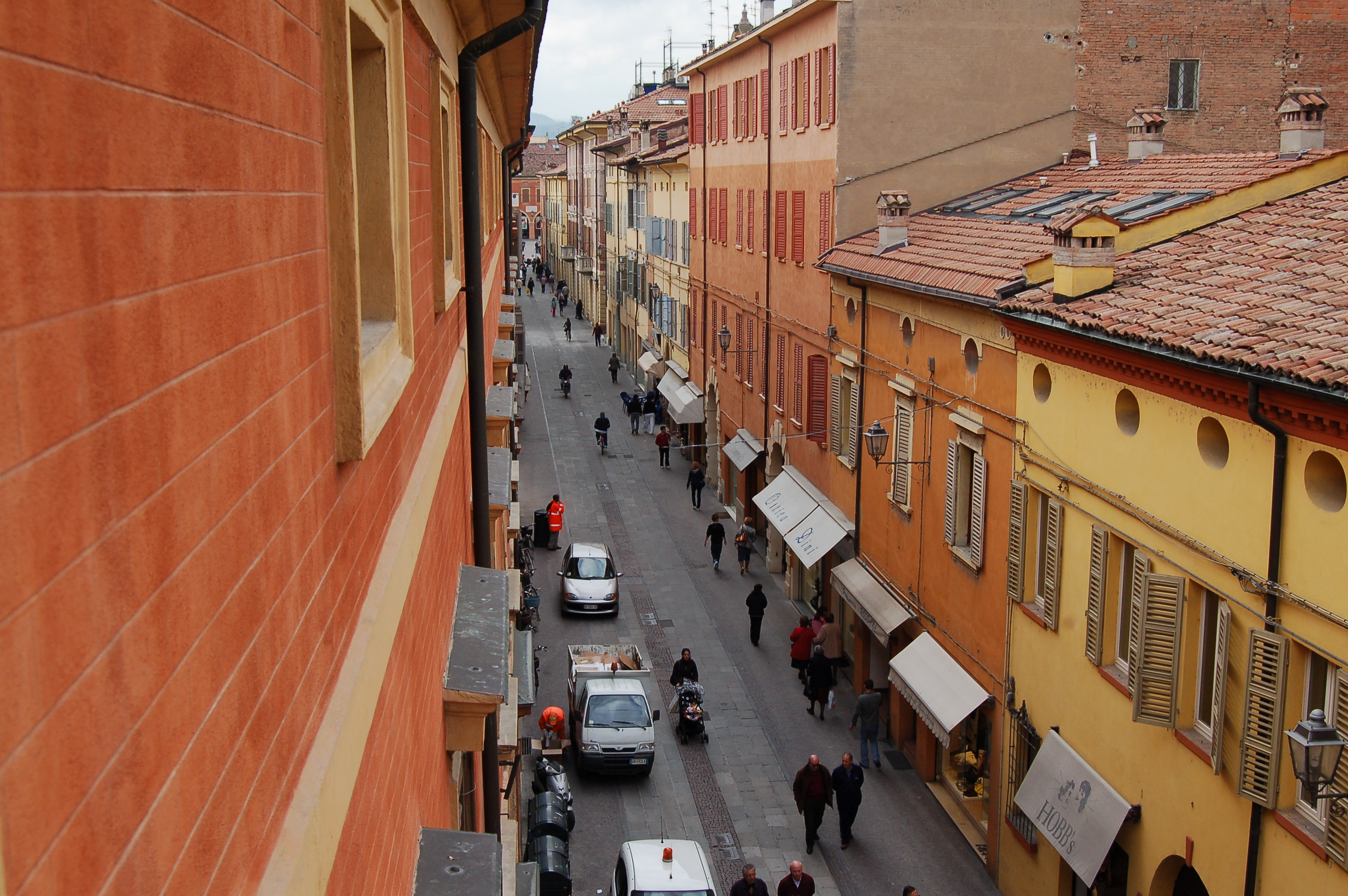
Via Menotti

## Demografie
Sassuolo telt ongeveer 16.479 huishoudens. Het aantal inwoners daalde in de periode 1991-2001 met 1,1% volgens cijfers uit de tienjaarlijkse volkstellingen van ISTAT.
| Jaar | Inwoneraantal |
| ---- | ------------- |
| 1991 | 40.275        |
| 2001 | 39.852        |

## Geografie
De gemeente ligt op ongeveer 121 m boven zeeniveau.
Sassuolo grenst aan de volgende gemeenten: Casalgrande (RE), Castellarano (RE), Fiorano Modenese, Formigine, Prignano sulla Secchia, Serramazzoni.

## Sport
US Sassuolo is de professionele voetbalploeg van de stad Sassuolo. Sassuolo is sinds 2012 actief op het hoogste Italiaanse niveau de Serie A.

## Bekende (ex-)inwoners
- Giuseppe Medici (1907–2000), politicus
- Leo Morandi (1923–2009), uitvinder
- Camillo Ruini (1931), kardinaal
- Pierangelo Bertoli (1942–2002), zanger
- Graziano Pattuzzi (1955), politicus
- Caterina Caselli (1946), zangeres
- Andrea Montermini (1964), autocoureur
- Fabrizio Giovanardi (1966), autocoureur
- Filippo Neviani (1972), zanger
- Andrea Bertolini (1973), autocoureur
- Alessandro Conti (1980), zanger